# Sigüenza
Sigüenza est une commune d'Espagne de la province de Guadalajara dans la communauté autonome de Castille-La Manche.

## Géographie
La commune compte 28 pedanías (hameaux ou écarts): Alboreca, Alcuneza, El Atance, Barbatona, La Barbolla, Bujalcayado, Bujarrabal, La Cabrera, Carabias, Cercadillo, Cubillas del Pinar, Guijosa, Horna, Imón, Matas, Mojares, Moratilla de Henares, Olmedillas, Querencia, Palazuelos, Pelegrina, Pozancos, Riba de Santiuste, Riosalido, Torrevaldealmendras, Ures, Valdealmendras, Villacorza.

## Histoire
La cathédrale a été le théâtre d'un épisode du début de la guerre civile espagnole, à la fin de la bataille de Sigüenza. En octobre 1936, sur ordre du commandement de Madrid, les milices républicaines se retranchent dans cet édifice religieux fortifié pour l'occasion (les dalles descellées de la cathédrale servent de parapet aux défenseurs). Il y a là sept cents personnes dont deux cents civils. Les combats inégaux durent quatre jours, et s'achèvent par une victoire franquiste.

## Tourisme et culture
Sigüenza obtient en 2023 le label Meilleurs villages touristiques de l'Organisation mondiale du tourisme.

### Histoire de l'art
À partir de 1503 le peintre de la Renaissance Juan Soreda, associé à Fernando del Rincón, réalise divers retables dans les églises de Sigüenza et Tolède. Puis, entre 1526 et 1528, il a travaillé au retable dédié à sainte Livrade pour la cathédrale de Siguenza.

### Livres
Mika Etchebéhère décrit les combats dans la ville, dans son livre Ma guerre d'Espagne à moi.

## Personnalités liées à la commune
- Alberto Pérez (né en 1950), chanteur et compositeur espagnol.
- José de Villaviciosa (1589-1658), inquisiteur et poète espagnol, est né à Sigüenza.